# لي فينر
لي فينر (بالإنجليزية: Lee Fenner)‏ هو لاعب كرة قدم أمريكية أمريكي، ولد في 24 سبتمبر 1897 في مياميسبيرغ في الولايات المتحدة، وتوفي في 7 مايو 1964 في دايتون في الولايات المتحدة.